# آلتو هاسپیکیو
التو هاسپیکیو (به اسپانیایی: Alto Hospicio) یک سکونتگاه مسکونی در شیلی است که در Iquique Province واقع شده‌است.

## خصوصیات
التو هاسپیکیو ۵۹۳٫۲ کیلومترمربع مساحت و ۵۰٬۲۱۵ نفر جمعیت دارد و ۶۰۰ متر بالاتر از سطح دریا واقع شده‌است.